# كارل فريدريش أوغست هيرمان وولف
كارل فريدريش أوغست هيرمان وولف (1866-1929) (بالإنجليزية: Karl Friedrich August Hermann Wolff)‏ هو عالم نبات ألماني.